# Saxtorp
Saxtorp ist eine Ortschaft in der schwedischen Provinz Skåne län und der historischen Provinz (landskap) Schonen. Der Ort liegt in der Gemeinde Landskrona, etwa zehn Kilometer südöstlich des Hauptortes Landskrona.
Etwa 1,5 km südwestlich, näher zur Küste des Öresundes, liegt der bedeutend größere Ort Saxtorpsskogen.
Saxtorp ist ein altes Kirchdorf um die Saxtorps kyrka, die namensgebend für das Kirchspiel Saxtorps socken und die von 1863 bis Ende 1951 existierende Landgemeinde Saxtorps landskommun war, wie auch für die bis 2006 eigenständige Kirchengemeinde Saxtorps församling und den 2016 in deren Grenzen gebildeten Distrikt. Vor 2010 besaß Saxtorp den Status eines Småort mit zuletzt (2005) 76 Einwohnern auf einer Fläche von 13 Hektar, bevor die Einwohnerzahl unter 50 sank.

## Rennstrecke

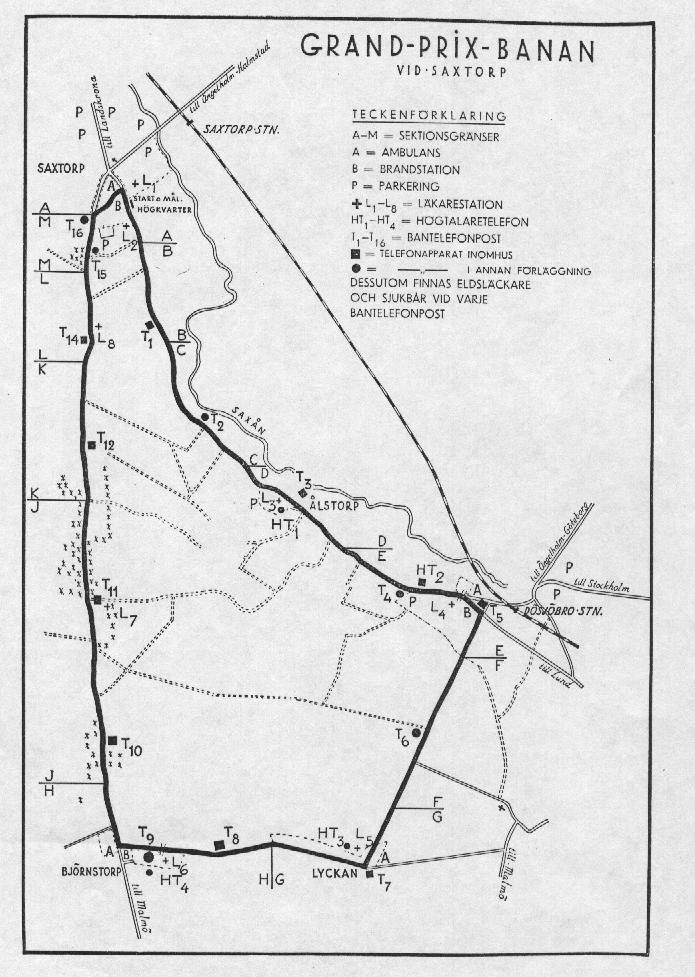
Streckenkarte

Vor dem Zweiten Weltkrieg befanden sich in Saxtorp Start und Ziel einer Motorsport-Rennstrecke, die unter dem gleichen Namen wie der Ort bekannt war.
Die Piste hatte eine Länge von etwa 14,5 Kilometern, bestand aus öffentlichen Straßen, die für die Rennveranstaltungen gesperrt wurden und galt als weniger gefährlich als die meisten anderen Straßenkurse der damaligen Zeit. Die Strecke wurde in Uhrzeigersinn befahren. Sie führte in südöstlicher Richtung von Saxtorp aus bis Dösjebro, verlief dann nach Südwesten bis Lyckan, danach nach Westen bis Björnstorp und schließlich wieder in nördlicher Richtung zurück nach Saxtorp.
Von 1930 bis 1939 beherbergte die Rennstrecke den Großen Preis von Schweden für Motorräder, der 1933 sowie 1939 Lauf zur Motorrad-Europameisterschaft war. Die Rennen lockten jährlich die Werksteams der international führenden englischen, italienischen und deutschen Hersteller an, die die besten Piloten der damaligen Zeit an den Start brachten. So trugen sich beispielsweise Walfried Winkler, Ewald Kluge und Heiner Fleischmann für DKW, Otto Ley für BMW, Ted Mellors für Velocette oder Dorino Serafini für Gilera in die Siegerlisten der Rennen in Saxtorp ein. Auch der schwedische Hersteller Husqvarna war mit Ragnar Sunnqvist, Gunnar Kalén und Stanley Woods insgesamt viermal erfolgreich. Rekordsieger auf der Rennstrecke von Saxtorp war mit drei Siegen der Brite Jimmie Simpson auf Norton.
Im Jahr 1933 kamen bei Unfällen im Rahmen des Grand Prix von Schweden die Piloten Harry Bjelkerud und Eric Lundberg ums Leben.
Heute befindet sich im Süden von Saxtorp die Motocross-Rennstrecke des Landskrona Motorklubb.

## Bilder

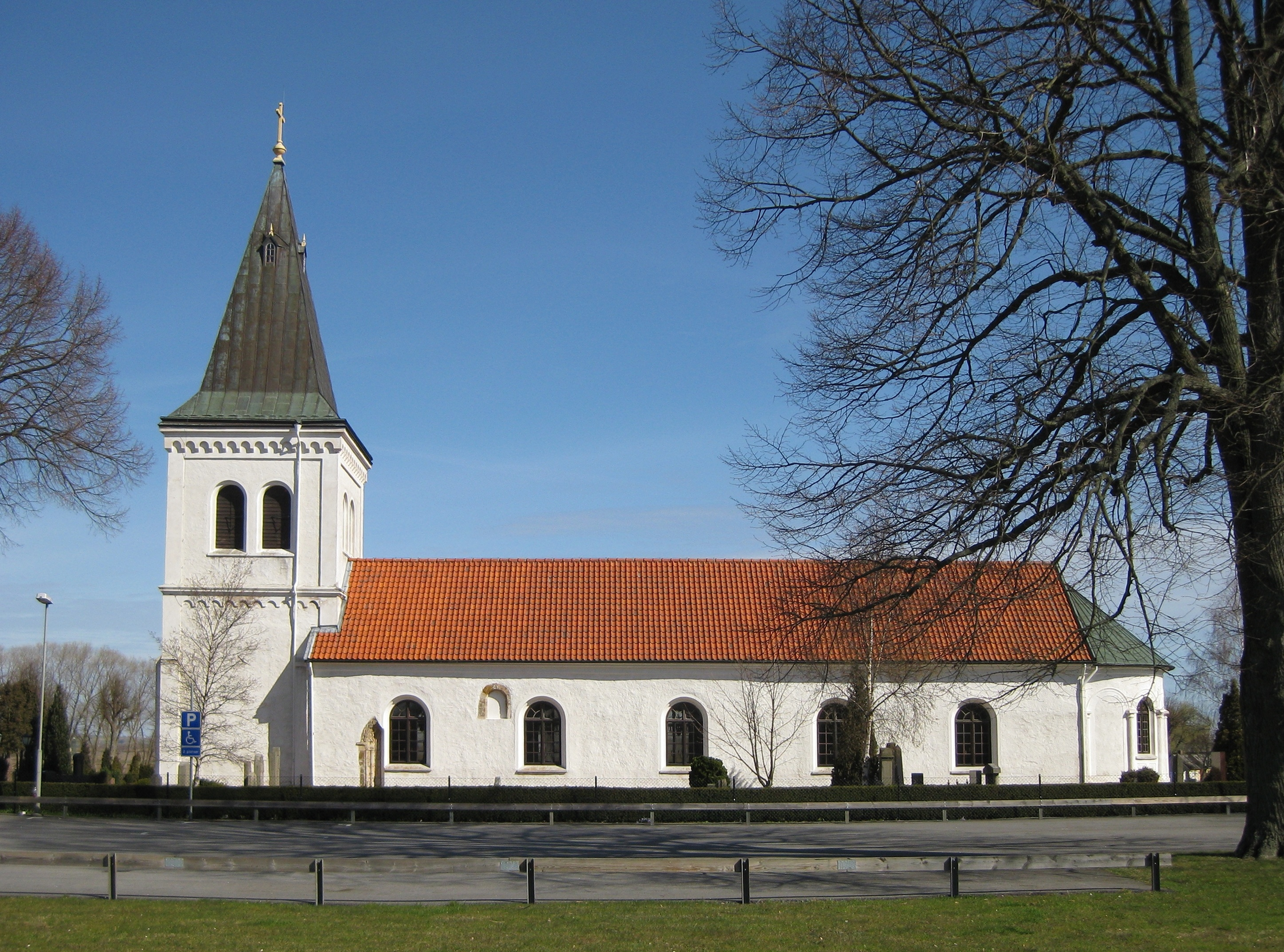
Kirche von Saxtorp
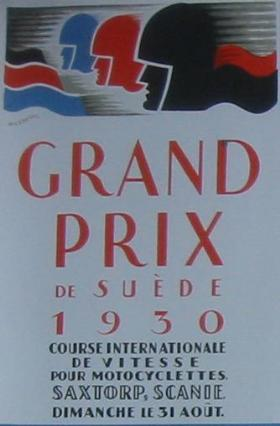
Plakat des Großen Preises von Schweden 1930
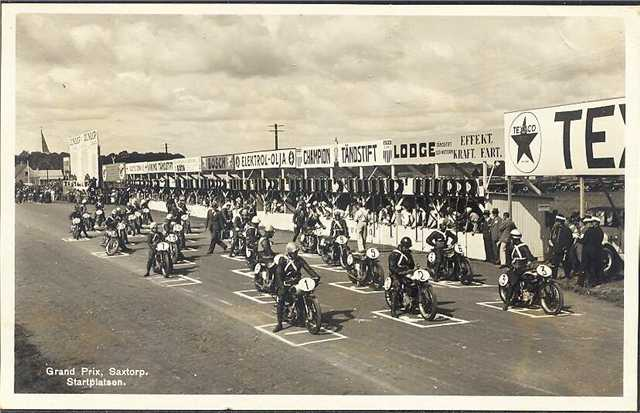
Start zu einem Motorrad-Grand-Prix in Saxtorp